# 布雷特豪森
布雷特豪森是德国莱茵兰-普法尔茨州的一个市镇。总面积3.38平方公里，总人口173人，其中男性88人，女性85人（2011年12月31日），人口密度51人/平方公里。